# Netocertoides branchiatum
Netocertoides branchiatum är en nässeldjursart som beskrevs av Mayer 1900. Netocertoides branchiatum ingår i släktet Netocertoides och familjen Melicertidae. Inga underarter finns listade i Catalogue of Life.